# Elachistocleis corumbaensis
Elachistocleis corumbaensis é uma espécie de anfíbio anuro da família Microhylidae e endêmica do Brasil, podendo ser encontrada nos estados do Mato Grosso e do Mato Grosso do Sul. Foi descrita no final de dezembro de 2017, tendo o estudo publicado na revista bianual da USP, a Phyllomedusa. Seu tamanho varia entre os 26,9 aos 40,3 milímetros de comprimento, seu dorso é acinzentado, ligeiramente áspero e possui pontos brancos em uma mancha cinza alongada. Possui um único saco vocal. O holótipo foi encontrado no Parque Municipal de Piraputangas, em Corumbá, no Mato Grosso do Sul.
Anteriormente era tida como restrita a região de Corumbá, mas um artigo publicado em janeiro de 2019 verificou a existência da espécie nos municípios de Barra do Bugres e Cáceres, no Mato Grosso, além de pressupor que ela também ocorre em Porto Estrela devido a proximidade de um dos registros. Tal descoberta sugere que ela, assim como outras espécies do gênero Elachistocleis, podem possuir uma plasticidade ambiental maior do que se imaginava ter, o que torna possível a sua presença em zonas de transição. Porém essa hipótese precisa ser melhor investigada no futuro.